# John Amaechi
John Ekwugha Amaechi (ur. 26 listopada 1970 w Bostonie w stanie Massachusetts, USA) – emerytowany koszykarz NBA, obecnie pracujący jako prezenter telewizyjny oraz aktywista polityczny w Wielkiej Brytanii. W lutym 2007 roku publicznie wyznał, że jest gejem, stając się pierwszym zawodnikiem NBA w historii, który dokonał coming outu. Ma korzenie nigeryjskie.
W 1995 roku został wybrany w drafcie do ligi CBA z numerem 24 przez zespół Oklahoma City Cavalry.